# Gerhart-Hauptmann-Haus (Düsseldorf)

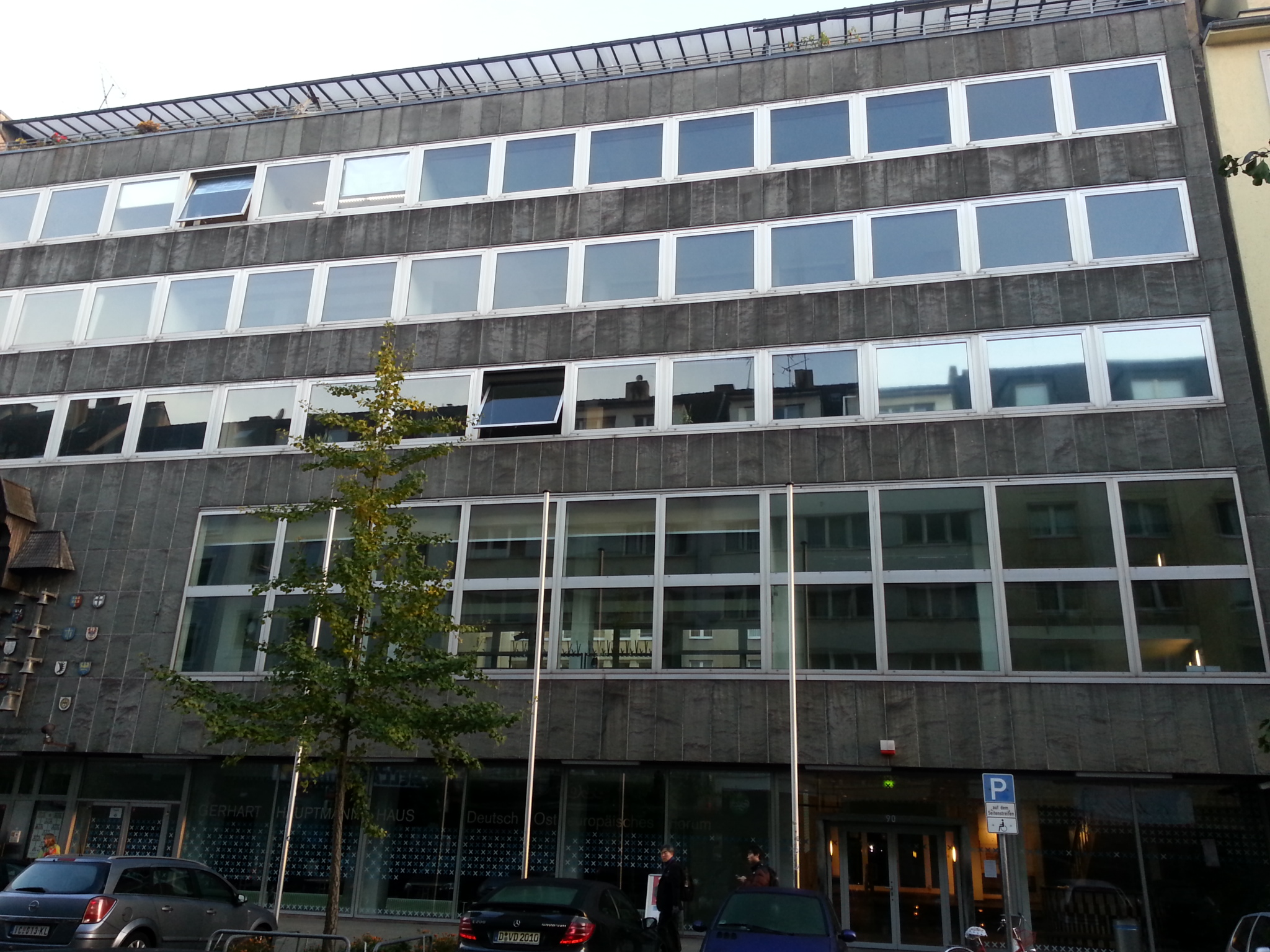
Gerhart-Hauptmann-Haus. Deutsch-osteuropäisches Forum (2014)

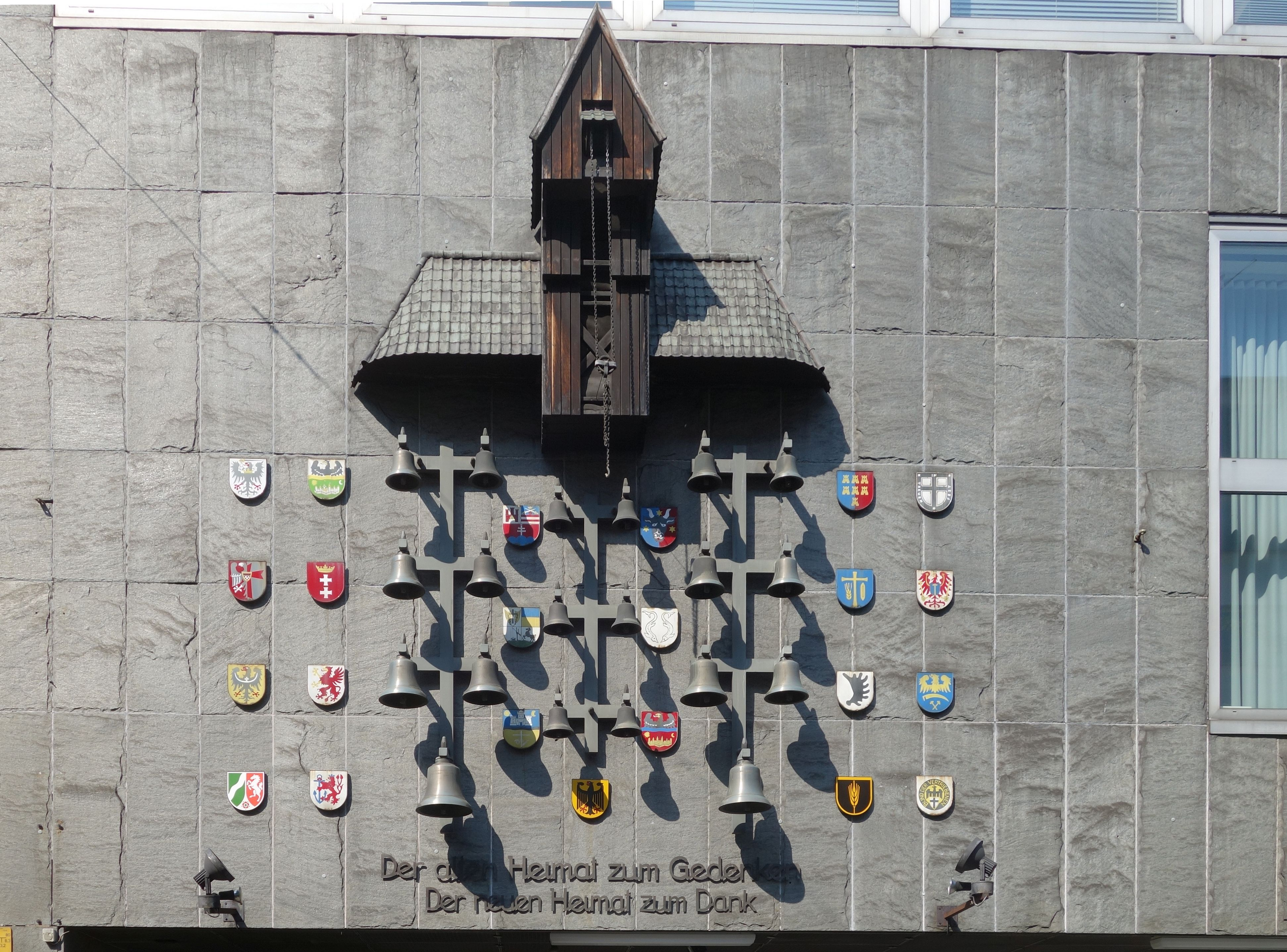
Glockenspiel am Gerhart-Hauptmann-Haus (2023)

Das Gerhart-Hauptmann-Haus. Deutsch-osteuropäisches Forum (früher „Haus des Deutschen Ostens“) ist Sitz der Stiftung Gerhart-Hauptmann-Haus und befindet sich an der Bismarckstraße 90 in Düsseldorf. Der Bau wurde von Walter Kroner und Bruno Lambart von 1960 bis 1962 erbaut. Die Stiftung dient der Auseinandersetzung mit der europäischen und deutschen Zeitgeschichte und weist eine umfangreiche Spezialbibliothek zur Geschichte Ostmittel- und Osteuropas auf.

## Beschreibung des Bauwerkes
Die unteren Geschosse des fünfgeschossigen Betonbaus sind vollständig verglast. Darüber wurde im linken Drittel der Fassade ein Glockenspiel eingebaut. Dieses ist von den Flaggen der Länder Osteuropas umgeben. Die anderen zwei Drittel der Fassade zeigen eine zweigeschossige schlichte Fensterzeile, bestehend aus zwei Reihen quadratischer Fenster. Dahinter befindet sich der Eichendorff-Saal. Darüber befinden sich Bahnen aus Betonplatten mit Fensterreihen aus nahtlos nebeneinander liegenden quadratischen Fenstern.

## Geschichte
Das Gebäude wurde von der Stiftung Haus des Deutschen Ostens im Juni 1963 eröffnet und diente als Begegnungsstätte der Heimatvertriebenen. Im Jahre 1992 wurde die vom Land Nordrhein-Westfalen getragene Stiftung „Haus des Deutschen Ostens“ in „Gerhart-Hauptmann-Haus. Deutsch-Osteuropäisches Forum“ umbenannt.

## Direktoren
- 1963–1965: Ernst Birke
- 1965: Konrad Kuschel
- 1966–1967: Otto Heike
- 1967–1988: Oskar Böse
- 1988–2006: Walter Engel
- seit 2006: Winfrid Halder

## Publikationen
Die Stiftung gab von 1995 bis 2022 vierteljährlich die Zeitschrift West-Ost-Journal heraus. Seit 2023 erscheint die Zeitschrift zweimal jährlich.
- Literatur zum Gerhart-Hauptmann-Haus im Katalog der Deutschen Nationalbibliothek